# Милан Симоновић
Милан Симоновић (Варварин, 1881 — Београд, 1940) био је српски правник, адвокат, политичар, посланик, члан више Влада Краљевина СХС и Југославије, сенатор и председник Народне скупштине Краљевине Југославије.

## Биографија
Рођен је 17. августа 1881. године у Варварину, основну школу и Гимназију завршио у Крушевцу, а Правни факултет у Београду. Након студија посветио се адвокатури, али и политици учланивши се у Народну радикалну странку.
Први пут је за народног посланика изабран у Уставотворну скупштину Краљевства Срба, Хрвата и Словенаца (СХС) на првим изборима у новоствореној држави 28. новембра 1920. године. Симоновић је био члан Уставног одбора Уставотворне скупштине Краљевства СХС и известилац скупштинске већине, а говорио је у начелној дебати о уставу и бранио унитаристичко становиште.
На првим изборима одржаним након доношења Устава Краљевине СХС, Симоновић је победио дотадашњег политичког саборца и пријатеља, али и земљака, Стојана Протића, првог председника Владе Краљевине СХС и пар месеци након избора ушао је у Владу Николе Пашића поставши министар задужен за аграрну реформу и у том ресору је провео нешто више од годину дана (јул 1923 — јул 1924 и март — јул 1925), у четири Владе Николе Пашића. У јулу месецу 1925. Милан Симоновић је преузео ресор социјалне политике где остаје до фебруара 1926. године, да би већ у априлу исте године добио исти ресор, али овога пута у Влади Николе Узуновића који је водио до децембра месеца 1926. године када преузима Министарство шума и рудника и на тој позицији остаје до 1. фебруара 1927. За Министра вера у Влади Велимира Вукићевића изабран је био у фебруару 1928. године и ту функцију је обављао само пет месеци.
Након Шестојануарске диктатуре, враћа се на државне функције 1931. године и у периоду до 1935. више пута је биран за Сенатора у Моравској бановини, као члан Југословенске националне странке. Југословенској радикалној заједници приступа 1935. године, а октобра 1937. постаје и Министар правде у Влади др Милана Стојадиновића.
20. септембра 1935. године као сенатор је био у пратњи председника Владе Краљевине Југославије др Милана Стојадиновића када је отворио радове на изградњи нове зграде Гимназије у Крушевцу, а као Сенатор ургирао је код председника Владе Стојадиновића да се за те потребе уложе довољна финансијска средства.
Симоновић је као представник владе често долазио у Крушевац, а као министар правде први пут је боравио у Крушевцу 20. и 21. новембра 1937. године. Након краћег задржавања у Сталаћу, према проценама штампе из тог периода, њега је на железничкој станици у Крушевцу дочекало око 4.000 људи.
Био је представник Владе на освећењу темеља за нову зграду Поште у Крушевцу јула месеца 1938. године, а у његову част приређен је свечани ручак у хотелу „Бошњанац”. Исте године довршена је нова зграда крушевачке Гимназије коју су свечано отворили министар правде Милан Симоновић, министар просвете Димитрије Магарашевић и министар грађевина Добривоје Стошовић, као нарочити изасланици краљевске Владе. Само месец дана касније министар Милан Симоновић је присуствовао и освећењу Дома трговачке омладине у Крушевцу, а у новембру месецу је присуствовао и освећењу темеља нове зграде Јавне берзе рада.
Симоновић је изабран за председника Народне скупштине Краљевине Југославије фебруара 1939. године. Умро је 13. септембра 1940. године у Београду, где је и сахрањен.